# ジェイムズ・ピーター・クィン

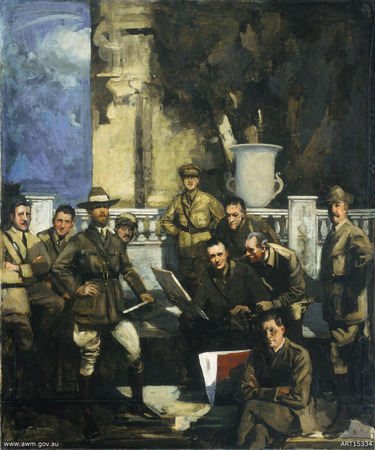
ジョージ・コーツによる集団肖像画（1920年）
中央列左から5番目がクィン

ジェイムズ・ピーター・クィン（英: James Peter Quinn、1869年12月4日 - 1951年2月18日）は20世紀に活躍したオーストラリアの肖像画家である。

## 生涯
西インド諸島アンティグア・バーブーダ出身で料理店店主の父ジョン・クィンとイングランド出身の母アン・クィン(旧姓ロング)の三男として1869年にメルボルンで誕生した。両親は幼少期に死去し、後見人は彫刻の道へクィンを進ませようと考えていたものの、クィン自身は絵画の道を志した。
クィンはヴィクトリア美術館付属美術学校の聴講生として1887年から1889年にかけてフレデリック・マッカビンに、学生として1889年から1893年にかけてジョージ・フォリングスビーとバーナード・ホールに学んだ。美術学校での留学奨学金を得たクィンは、1894年から1901年にかけてパリのアカデミー・ジュリアンとエコール・デ・ボザールにおいてジャン＝ポール・ローランスに師事した。 フランス滞在中には、共に留学していたルパート・バニーやヒルダ・リックス・ニコラスらと北部の芸術家村エタプルで絵画制作に没頭した。
1904年までにはクィンはロイヤル・アカデミー・オブ・アーツで作品が展示されるほど非常に成功した肖像画家となっており、1912年のサロンでは『妻と子（Mère et Fils）』が入選している。また、ジョゼフ・チェンバレンやイギリス王妃メアリー、ウィンザー公といったような、数多くの人物の肖像画を依頼された。
第一次世界大戦において、クィンは第1オーストラリア帝国軍の従軍画家として、フランス戦線に従軍した主要な将校たちを描き、その戦争画はロンドンのグラフトン画廊において展示された。また、1919年からはジョージ・コーツと共にカナダ軍の従軍画家として勤務した。
1935年に息子ルネが死去したため、クィンは急遽オーストラリアへ帰国した。帰国後はヴィクトリア芸術家教会へ再加入、1937年から1950年にかけては会長も務めた。1937年には、ロバート・メンジーズの設立した反モダニズムの団体、オーストラリア芸術アカデミーの創立メンバーとなり、自作の展示を行った。多くの画家や生徒に慕われていたものの、クィンのモダニズムへの態度は時代の潮流と孤立する形となった。しかし、クィンはその後も展覧会を開催し、1940年から1941年にかけてヴィクトリア美術館付属美術学校で教職についたこともあった。

## 作品
クィンの作品は、オーストラリアの美術館のほとんどに、そして世界の主要な美術館に収蔵されている。また、1932年ロサンゼルスオリンピックでは芸術競技に参加し、入選は逃したものの会場において展示された

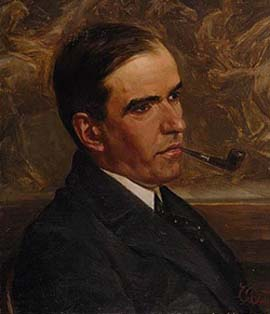
『我が友ハロルド・パーカー』、1907年頃。油彩、キャンバス。35.5×31cm。オーストラリア国立図書館[6]。
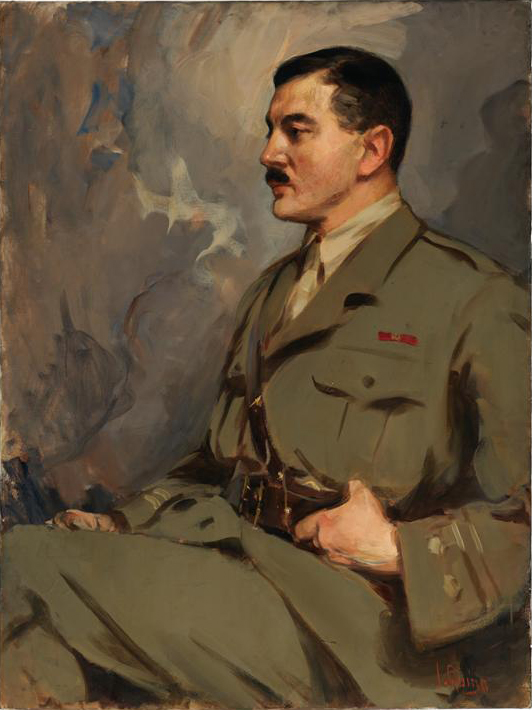
『ヴィクトリア十字章を佩用した陸軍中尉R.G.コンブの肖像』、1917-1918年。油彩、キャンバス。102.0×76.5cm。カナダ戦争博物館（英語版）[7]。
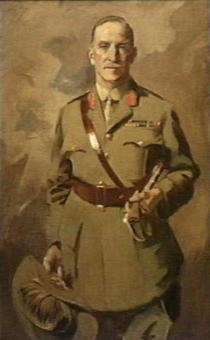
『陸軍中将サー・ハリー・ショーヴェルの肖像』、1919年。油彩、キャンバス。121.2×75.2cm。オーストラリア戦争記念館[8]。
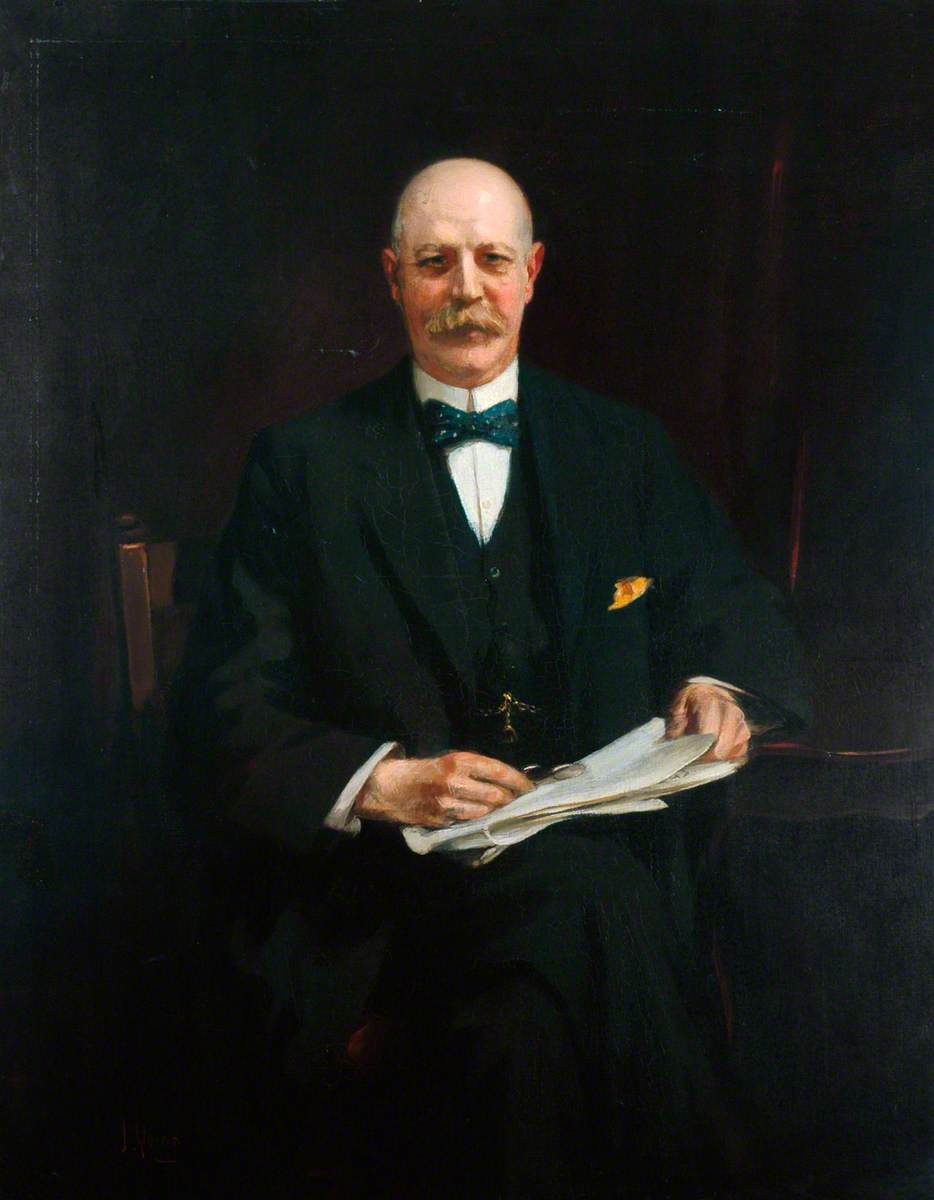
『チャールズ・ボーエン・クックの肖像』、1920年以前。油彩、キャンバス。142.1×111.4cm。イギリス国立鉄道博物館[9]。
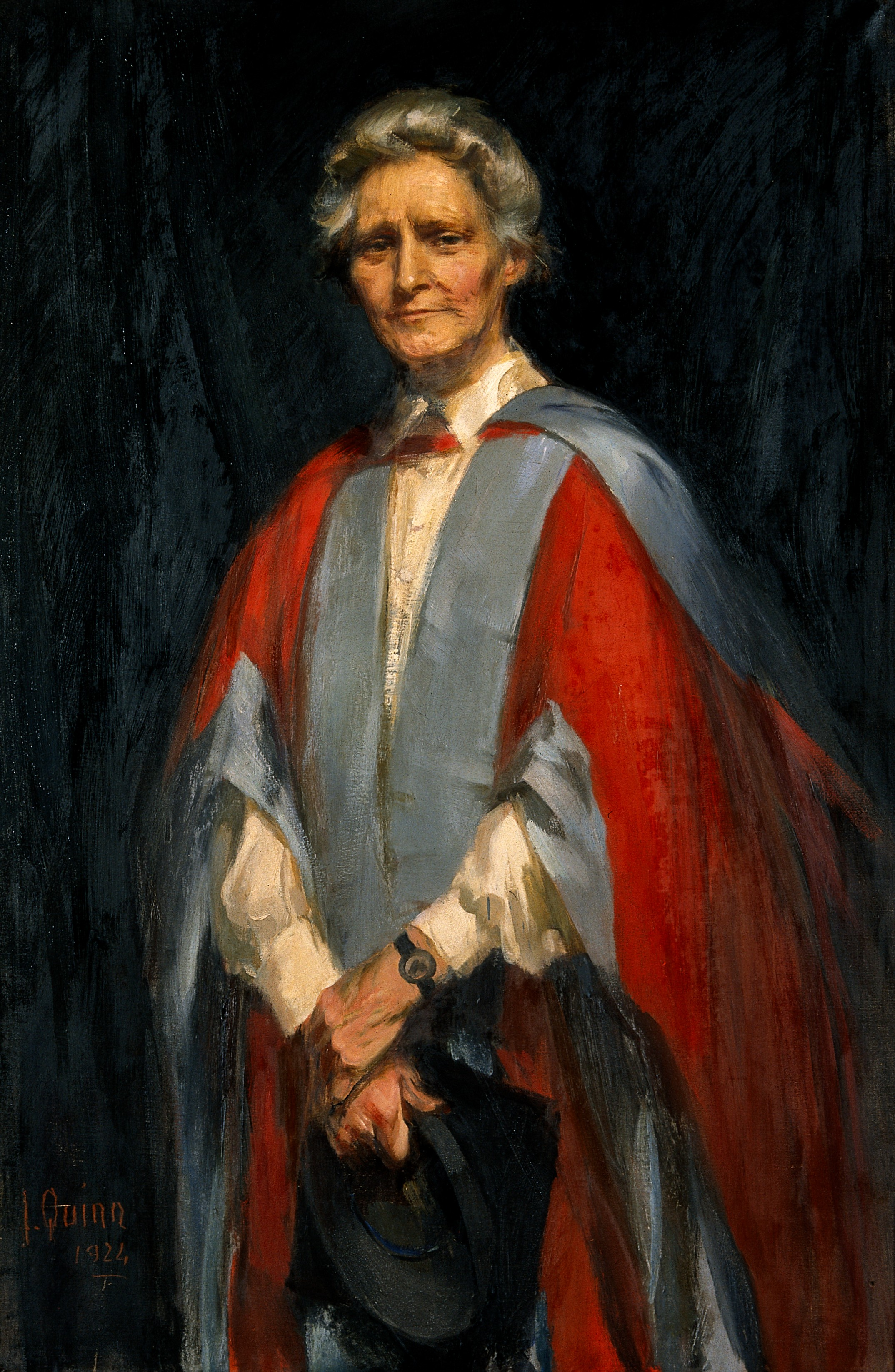
『医師リリアス・ハミルトンの肖像』、1924年。油彩、キャンバス。125.8×85cm。ウェルカム・トラスト[10]。